# کانه (منطقه مسکونی)
کانه (به لاتین: Elkana) یک شهرک یهودی‌نشین در شمال غرب سامریه است که در کرانه باختری رود اردن واقع شده‌است.